# Nền đạo đức Tin Lành và tinh thần của chủ nghĩa tư bản
Nền đạo đức Tin Lành và tinh thần của chủ nghĩa tư bản (Die protestantische Ethik und der 'Geist' des Kapitalismus) là tác phẩm nổi tiếng nhất và hay được bàn đến của nhà kinh tế học và xã hội học người Đức Max Weber. Quyển sách này, lúc đầu là một tuyển tập các bài tiểu luận, được viết từ năm 1904 đến 1905. Bản dịch Anh ngữ của Talcott Parsons xuất bản năm 1930, sau đó còn có vài ấn bản khác. Hiện nay, đã có bản tiếng Việt do Bùi Văn Nam Sơn, Nguyễn Nghị, Nguyễn Tùng, Trần Hữu Quang dịch, sách do nhà xuất bản Tri thức phát hành, năm 2008. Nó được xem là những tác phẩm căn bản trong ngành xã hội kinh tế và xã hội học nói chung. Đây là một công trình nghiên cứu về mối quan hệ giữa nền đạo đức Tin lành và "tinh thần" của chủ nghĩa tư bản.
Weber lập luận rằng chủ nghĩa tư bản ở Bắc Âu phát triển khi nền đạo đức Tin Lành (nhất là những giáo hội theo Học thuyết Calvin với thuyết tiền định và nhấn mạnh đến nếp sống khổ hạnh trong đời thường) tạo ảnh hưởng trên một số lượng lớn những người đang sống và làm việc trong cuộc sống thế tục: họ phát triển các doanh nghiệp, tham gia các hoạt động thương mại, và tích lũy tài sản để đầu tư. Nói cách khác, đạo đức Tin Lành là sức mạnh đứng đằng sau hoạt động kinh tế của nhiều người - hoạt động này không bị tác động bởi bất cứ sự sắp xếp hoặc phối hợp nào - và đó là nhân tố thúc đẩy sự phát triển của chủ nghĩa tư bản. Ý tưởng này cũng được gọi là "Luận điểm Weber".
Năm 1998, Hiệp hội Xã hội học Quốc tế đã liệt cuốn sách này vào một trong 4 cuốn sách xã hội học quan trọng nhất của thế kỷ 20.

## Nội dung

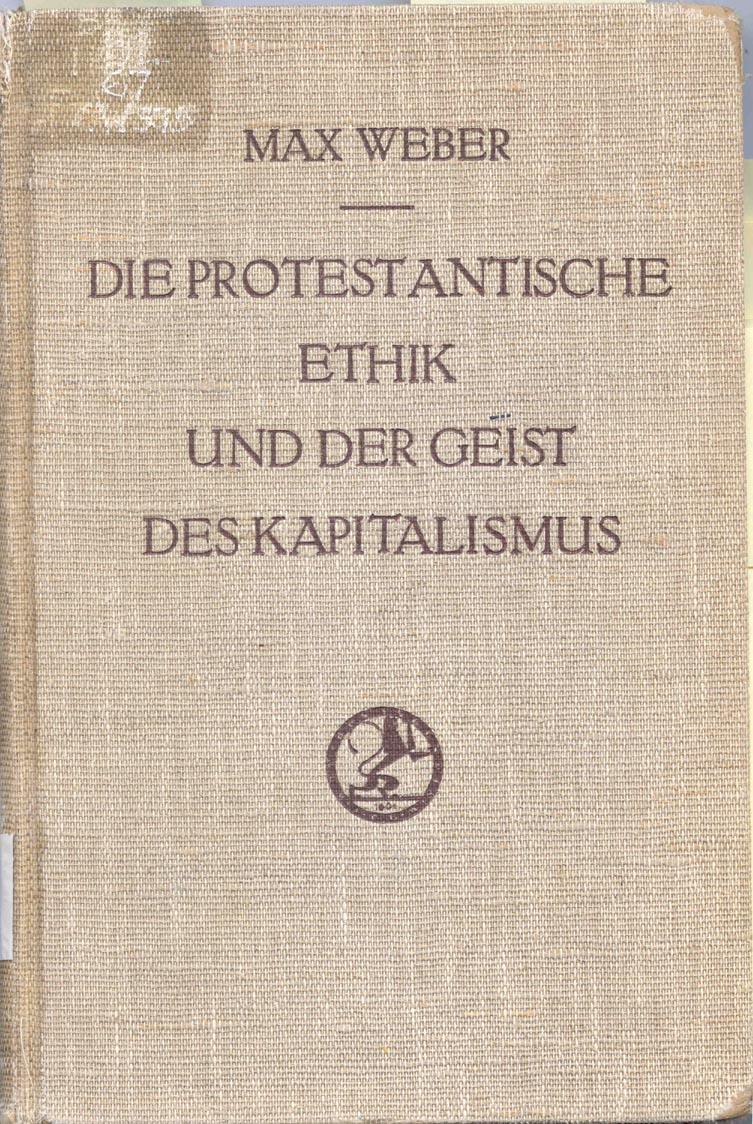
Nguyên bản tiếng Đức tác phẩm Nền đạo đức Tin Lành và tinh thần của chủ nghĩa tư bản.

Tác phẩm này của Weber không phải là một công trình khảo cứu chi tiết về đạo Tin Lành (Kháng Cách), nhưng là phần dẫn nhập cho những nghiên cứu của ông về mối quan hệ tương tác giữa các ý niệm tôn giáo và kinh tế. Weber phác họa một khung phương pháp luận nhằm tìm hiểu những động lực văn hóa và tinh thần vốn luôn luôn chi phối, thúc đẩy, hoặc cản trở tiến trình biến đổi kinh tế xã hội.
Trong Nền đạo đức Tin lành và tinh thần của chủ nghĩa tư bản, Weber đưa ra luận cứ cho rằng nền đạo đức Thanh giáo có nhiều ảnh hưởng trên sự phát triển chủ nghĩa tư bản. Theo cách hiểu thông thường, lòng sùng tín tôn giáo thường đi đôi với thái độ xa lánh trần tục, trong đó có việc tích lũy tài sản để làm giàu. Thế nhưng, tại sao điều này không xảy ra với tôn giáo Kháng Cách? Weber đã tìm cách giải thích nghịch lý này trong tác phẩm của ông.
Theo định nghĩa của Weber, tinh thần chủ nghĩa tư bản hiện đại ủng hộ việc tìm kiếm những lợi ích kinh tế cách thuần lý. Ông chỉ ra rằng tinh thần ấy không chỉ hiện diện trong nền văn hóa phương Tây nếu xét trong khía cạnh thái độ của những cá nhân, nhưng những cá nhân ấy – những nhà doanh nghiệp anh hùng, theo cách gọi của ông – không thể tự mình kiến tạo một trật tự kinh tế mới (chủ nghĩa tư bản). Bởi vì khuynh hướng chung của mọi người trong các nền văn hóa khác nhau là tìm kiếm lợi tức tối đa từ nỗ lực tối thiểu. Weber viết: "... theo những tư liệu kinh tế mà chúng ta biết được cho đến nay, ở tất cả các nền văn hóa đã từng có 'chủ nghĩa tư bản' và những doanh nghiệp 'tư bản chủ nghĩa' dựa trên một [mức độ] lý tính hóa nào đó trong việc hạch toán đồng vốn. Ở Trung Hoa, Ấn Độ, Babylon, Ai Cập, ở vùng Địa Trung Hải thời cổ đại, vào thời trung đại cũng như vào thời cận đại". Trên khắp thế giới, ở đâu cũng có thương nhân, bán sỉ hay bán lẻ, những người cho vay, những nhà kinh doanh thực dân, những ông chủ đồn điền sở hữu nô lệ, sử dụng lao động khổ sai trực tiếp hoặc gián tiếp, những kẻ đầu cơ "chuyên đi săn mọi cơ hội để kiếm tiền", những "kẻ phiêu lưu tư bản chủ nghĩa"... Và phần lớn hoạt động của những loại người này "đều mang tính chất thuần túy phi lý tính và đầu cơ, hoặc là thiên về cách chiếm hữu bằng bạo lực, nhất là chiếm đoạt chiến lợi phẩm thông qua chiến tranh, hay dưới hình thức chiến lợi phẩm tài chánh, nghĩa là thông qua việc bóc lột những người bị trị".
Theo Weber, đấy chỉ là những loại hình "chủ nghĩa tư bản thương mại, hoặc hướng đến chiến tranh, đến chính trị, hay đến chính quyền" hoặc "chủ nghĩa tư bản phiêu lưu". Tuy nhiên, Weber tin rằng "trong thời kỳ cận đại, Tây phương đã biết đến một dạng phát triển của chủ nghĩa tư bản hoàn toàn khác và chưa có ở bất cứ nơi nào trên trái đất: [đó là] cách tổ chức thuần lý tư bản chủ nghĩa đối với lao động tự do (về mặt hình thức) mà người ta chỉ có thể bắt gặp ở dạng thô sơ ở các nơi khác." Weber gọi dạng chủ nghĩa tư bản này là "chủ nghĩa tư bản doanh nghiệp dân sự" (bürgerliche Betriebskapitalismus).
Weber chỉ ra rằng có những giáo hội Kháng Cách ủng hộ việc tìm kiếm các lợi ích kinh tế cách thuần lý, và các hoạt động trần thế được xem là có ý nghĩa tích cực về mặt đạo đức và tâm linh. Đó không phải là mục tiêu của tôn giáo, nhưng chỉ là sản phẩm phụ - luận lý nền tảng của các luận cứ này khuyến khích việc tìm kiếm các lợi ích kinh tế thông qua việc lập kế hoạch trên nền tảng duy lý, và không phải vì mục tiêu vị kỷ. Weber tóm tắt quan niệm đạo đức của Thần học Calvin như sau: "Cách duy nhất để có một cuộc sống đẹp lòng Thiên Chúa không phải là vượt lên trên nền đạo đức của đời sống trần thế bằng lối sống khổ hạnh trong tu viện, mà chính là chu toàn trong thế gian các bổn phận tương ứng với chức phận mà cuộc sống dành cho mỗi người trong xã hội – chính vì thế mà các bổn phận trở thành 'thiên chức' [Beruf] của mỗi người."
Đặc trưng tư tưởng của giáo thuyết Calvin là nhấn mạnh tới nỗ lực của cá nhân chứ không coi trọng vai trò của các định chế, và loại trừ những xu hướng huyền bí, những xu hướng nặng về nghi thức – nói khác đi, đây chính là lối tư duy dẫn đến quá trình "giải ma thuật" (Entzauberung) và quá trình lý tính hóa lối sống của người tín đồ Calvin.
Weber truy nguyên nền đạo đức Kháng Cách đến cuộc Cải cách. Giáo hội Công giáo Rôma đảm bảo cho giáo dân sự cứu rỗi miễn là họ chấp nhận các bí tích của giáo hội và chịu thần phục thẩm quyền giới tăng lữ. Tuy nhiên, cuộc Cải cách Kháng Cách đã gỡ bỏ sự đảm bảo này. Do đó, theo luận giải của Weber, tín hữu Kháng Cách quay sang tìm kiếm các "dấu hiệu" chứng minh họ được cứu rỗi. Calvin và những người theo ông rao giảng thuyết tiền định, theo đó từ ban đầu Thiên Chúa đã chọn một số người để được cứu rỗi, và những người khác dành cho đoán phạt. Cảm giác bất lực vì không thể làm gì để được cứu rỗi gây ra những vấn nạn cho những người theo thần học Calvin. Như thế, đức tin trở thành bổn phận tuyệt đối cho tín hữu để đảm bảo rằng mình là người được chọn, đồng thời trục xuất mọi hoài nghi: không có niềm xác tín nghĩa là không có đủ đức tin, tức là không được chọn. Theo Weber, niềm xác tín cá nhân thế chỗ cho sự bảo đảm của thẩm quyền giáo hội, "...để đạt tới sự tự tin này, một trong những cách thức thích hợp nhất được khuyến khích là hãy làm việc không ngơi nghỉ trong một nghề [rastlose Berufsarbeit]. Điều này, và chỉ điều này thôi, mới xua tan được nỗi hoài nghi về mặt tôn giáo và đem lại sự tin chắc về ân sủng."
Weber tìm thấy sự thể hiện đầy đủ của nền đạo đức Kháng Cách trong thần học Calvin. Ông trình bày sự "nghịch lý" như sau:
Theo đức tin Kháng Cách, mỗi người đều có bổn phận tôn giáo theo đuổi một chức nghiệp trần thế với lòng nhiệt tình cao nhất. Đó không phải là mục tiêu, nhưng là kết quả tất yếu của các giáo huấn tôn giáo. Một tín hữu, trong công việc hằng ngày, có nghĩa vụ làm việc hết sức mình để chu toàn công việc hầu cho danh Chúa được cả sáng. Mà một người như thế sẽ có nhiều cơ may để trở nên người thành đạt.
Các giáo hội thuộc cộng đồng Kháng Cách (nhất là các giáo phái chịu ảnh hưởng thần học Calvin theo tinh thần khổ hạnh) tích cực cấm đoán việc tiêu xài hoang phí, và xem việc mua sắm các vật dụng xa hoa là tội lỗi. Bố thí tiền bạc cho người nghèo cũng không được khuyến khích vì bị xem là khiến họ sống phụ thuộc vào người khác. Trong khi đó, một người không chịu làm việc bị xem là một sự sỉ nhục.
Tại đây sự nghịch lý được giải quyết, theo Weber, bằng cách sử dụng số tiền kiếm được cho việc tái đầu tư. Điều này là động lực mạnh mẽ thúc đẩy sự phát triển của chủ nghĩa tư bản lúc ấy còn non trẻ. Nền đạo đức Kháng Cách khuyến cáo tín đồ của mình phải cảnh giác và dè chừng đối với của cải thế gian và phải có một lối sống khổ hạnh (Askese). Trong khi đó, làm việc một cách duy lý nhằm tạo ra doanh lợi và không tiêu xài hoang phí doanh lợi này – đây chính là lối ứng xử cần thiết cho sự phát triển của chủ nghĩa tư bản, bởi nó có nghĩa là không ngừng tái đầu tư số lợi nhuận mới được tạo ra. Chủ nghĩa tư bản cần lối tổ chức thuần lý đối với lao động, và giả định rằng phần lớn lợi nhuận không được tiêu xài hết mà phải được tiết kiệm nhằm có thể tiếp tục phát triển các phương tiện sản xuất. Chính đây là nơi bộc lộ sự "tương hợp chọn lọc" giữa quan niệm và lối sống của tôn giáo Kháng Cách với "tinh thần" của chủ nghĩa tư bản.
Mặc dù tư tưởng Thanh giáo là ảnh hưởng then chốt đối với sự phát triển của trật tự kinh tế tại châu Âu và Hoa Kỳ, Weber cho rằng đây không phải là nhân tố duy nhất (trong số các nhân tố khác có thể kể sự hợp lý hóa trong quy trình nghiên cứu khoa học, sự kết hợp giữa sự quan sát và toán học, sự phát triển của học thuật và pháp lý, quy trình hệ thống hóa và hợp lý hóa bộ máy hành chính và doanh nghiệp). Như vậy, sự khảo sát nền đạo đức Kháng Cách, theo Weber, là nhằm khám phá một khía cạnh của nỗ lực giải phóng con người khỏi lòng tin vào những điều huyễn hoặc mà ông gọi là "tiến trình giải ma thuật" (Entzauberung), và làm cho thế giới tỉnh ngộ. Đó là những điều mà ông xem là đặc điểm của văn hóa phương Tây.

## Tinh thần Chủ nghĩa Tư bản

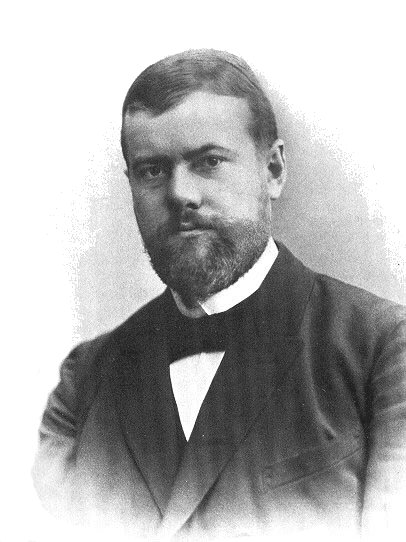
Max Weber năm 1894

Theo Alain Bihr, "chủ nghĩa tư bản" đối với Max Weber trước hết không phải là, hay không chỉ là, một hệ thống kinh tế, ít ra vào lúc ban đầu của quá trình nhận diện khái niệm này, như các nhà kinh tế học thường quan niệm. Song, khái niệm này trước hết nói đến một mô hình ứng xử kinh tế đặc thù; mô hình ứng xử này một khi đã trở nên phổ biến và ổn định thì lẽ tất nhiên sẽ dẫn đến chỗ hình thành một hệ thống kinh tế, nhưng theo Weber, người ta chỉ có thể hiểu được hệ thống này nếu qui chiếu nó về các hành vi và hoạt động của các cá nhân vốn tạo nên động lực thúc đẩy sự vận hành của cả hệ thống. Ở đây, Weber đã vô hình trung nhấn mạnh tới những điều kiện chủ quan cần thiết cho sự hình thành "tinh thần" của chủ nghĩa tư bản và từ đó thúc đẩy sự phát triển của chủ nghĩa tư bản.
Trước tiên và quan trọng hơn hết, theo Weber, đặc điểm của chủ nghĩa tư bản là đầu tư làm kinh tế trong khuôn khổ của một nền đạo đức cao. Một cá nhân tham gia vào nền kinh tế tư bản không chỉ vì muốn phiêu lưu để kiếm sống, mà còn là một cách kiểm tra nguồn lực nội tại, từ đó khẳng định giá trị đạo đức của mình. Weber nhận xét rằng, không giống như nhiều người thường nghĩ, chủ nghĩa tư bản không phải là sản phẩm của lòng hám lợi hoặc sự phục tùng mù quáng ma lực đồng tiền.
Max Weber đặt ra câu hỏi: Tại sao và làm thế nào mà cuối cùng chủ nghĩa tư bản đã được xác lập không chỉ như một mô hình ứng xử kinh tế thống trị, thậm chí duy nhất, mà nhìn chung còn là một mô hình văn hóa ghi dấu ấn lên trên toàn bộ các lĩnh vực đời sống xã hội, tinh thần cũng như vật chất ở châu Âu cận đại và đương đại?
Trong phần "Vorbemerkung" (Lời nhận xét mở đầu) mà ông viết vào cuối năm 1919, Max Weber nhấn mạnh rằng, trái ngược với quan niệm ngộ nhận thông thường, chủ nghĩa tư bản hoàn toàn không phải là hệ quả của lòng hám lợi hay máu tham tiền vốn là những hiện tượng mà người ta có thể bắt gặp ở bất cứ xã hội nào vào bất cứ thời đại nào. Ông viết: "'Ham muốn chiếm hữu', ham muốn 'chạy theo doanh lợi', chạy theo tiền bạc, càng nhiều tiền càng tốt, tự chúng không có liên quan gì tới chủ nghĩa tư bản. Ham muốn ấy đã từng tồn tại và đang tồn tại nơi những người hầu bàn, người bác sĩ, người đánh xe ngựa, người nghệ sĩ, người đàn bà lẳng lơ, người công chức tham ô nhũng lạm, người lính, kẻ trộm cắp, kẻ viễn chinh, kẻ cờ bạc, kẻ ăn mày... Lòng hám lợi vô độ không hề giống chút nào với chủ nghĩa tư bản, lại càng không mảy may liên quan gì tới 'tinh thần' của nó. Ngược lại, chủ nghĩa tư bản, theo Weber, "chính là sự chế ngự [Bändigung], hay chí ít là sự điều tiết bằng lý tính, cái bản năng phi lý tính ấy".
Weber hình dung chủ nghĩa tư bản như là sự hiện diện và sự hoạt động của những doanh nghiệp mang mục đích làm ra lợi nhuận tối đa với lối tổ chức thuần lý tính trong lao động và sản xuất. "Thật vậy, chủ nghĩa tư bản đồng nghĩa với việc đi tìm lợi nhuận trong những doanh nghiệp tư bản chủ nghĩa liên tục và thuần lý: đi tìm một lợi nhuận luôn luôn "tái sinh", đi tìm "tính sinh lợi". Vì nó buộc phải như thế. Khi mà toàn bộ nền kinh tế nằm trong trật tự tư bản chủ nghĩa, thì bất cứ một doanh nghiệp tư bản chủ nghĩa riêng lẻ nào không tự định hướng mình theo mục tiêu đạt được tính sinh lợi thì chỉ có nước tiêu vong.
Căn cứ để Weber phân biệt các loại hình của tinh thần chủ nghĩa tư bản là cách thức lao động, cách thức kiếm tiền chứ không phải ở động cơ kiếm tiền. Sự kiếm tiền có đạo đức, có kỷ luật, có ý thức tôn trọng pháp luật, có tính toán cặn kẽ với cung cách làm việc chăm chỉ, cần cù mới là biểu hiện của tinh thần chủ nghĩa tư bản hiện đại, hoặc theo cách gọi của Weber, là tinh thần chủ nghĩa tư bản thuần lý. Sự kiếm tiền cách tàn bạo, vô đạo đức không phải là tinh thần của chủ nghĩa tư bản, mà là tinh thần của thời kỳ tiền tư bản chủ nghĩa.
Theo Weber, chủ nghĩa tư bản không ra đời từ loại lao động rẻ tiền, hay bằng cách trả công rẻ để thu nhiều lợi nhuận như nhiều người thường nghĩ. Ngược lại, chủ nghĩa tư bản hiện đại hình thành bởi một loại lao động được coi là mục đích của cuộc sống, một sự lao động "tiền định". "Lao động phải trở thành mục đích tự thân tuyệt đối, một thiên hướng nghề nghiệp."
Kinh tế tư bản chủ nghĩa dựa trên quá trình lao động với sự tính toán kỹ lưỡng, được định hướng bởi tầm nhìn xa và sự thận trọng đối với các thành công kinh tế. Điều này trái ngược với cách làm kiểu nông dân "tay làm hàm nhai", và đối lập với chủ nghĩa truyền thống đặc quyền đặc lợi của các chủ xưởng, cũng như hoàn toàn khác biệt với "chủ nghĩa tư bản phiêu lưu" định hướng vào việc khai thác các cơ hội chính trị và đầu cơ phi lý.
Bên cạnh việc nhìn nhận vai trò quan trọng của những yếu tố như thị trường và kỹ thuật, Max Weber còn đặc biệt nhấn mạnh tới vai trò cũng như quá trình lý tính hóa của luật pháp và của bộ máy hành chính [Verwaltung]. Ông viết, "Cấu trúc thuần lý của luật pháp và của bộ máy hành chính lẽ tất nhiên là điều quan trọng. Thật vậy, chủ nghĩa tư bản doanh nghiệp thuần lý hiện đại đòi hỏi phải có sự tiên liệu có tính toán, không chỉ về mặt kỹ thuật sản xuất, mà cả về mặt luật pháp, cũng như một bộ máy hành chính với những quy tắc hình thức rõ ràng. Không có những yếu tố này, thì chắc chắn sẽ chỉ có thể nảy sinh thứ chủ nghĩa tư bản phiêu lưu và thương mại đầu cơ, cũng như đủ mọi loại chủ nghĩa tư bản chịu sự chi phối của chính trị, chứ không thể nảy sinh loại hình doanh nghiệp thuần lý được điều khiển bởi sự chủ động của cá nhân với một số vốn thường trực và sự tiên liệu vững chắc.
Theo giải thích của nhà xã hội học người Pháp Raymond Aron, ở đây Weber coi đặc trưng cấu thành then chốt của chủ nghĩa tư bản không phải là đi tìm "lợi nhuận tối đa", mà là tích lũy bất tận. Từ xưa tới nay, thương nhân nào cũng muốn kiếm lời tối đa qua mỗi thương vụ. Nhưng đối với doanh nhân tư bản chủ nghĩa thì nét đặc trưng không nằm ở chỗ ông ta không hạn chế ham muốn doanh lợi, mà ở chỗ ông ta luôn nung nấu ham muốn tích lũy không ngừng ngày càng nhiều, do đó ý chí sản xuất của ông ta cũng trở nên không giới hạn. Chính là sự kết nối giữa ham muốn lợi nhuận với tính kỷ luật thuần lý và lối tổ chức thuần lý mới tạo nét đặc trưng của chủ nghĩa tư bản Tây phương. Cũng theo cách luận giải của Raymond Aron, khi so sánh các dữ kiện lịch sử, Weber đặt vấn đề: tại sao ngay tại những trung tâm phát triển tư bản chủ nghĩa như như Firenze (Ý) vào thế kỷ 14 và 15 lại không thể xuất hiện quan niệm kiếm tiền thông qua nghề nghiệp như một mục đích tự thân, hay như một "chức phận", một "thiên chức", vốn là đặc trưng nhất của "tinh thần" chủ nghĩa tư bản, mà điều này lại xảy ra ở những khu rừng Pennsylvania (Mỹ) vào thế kỷ 18, nơi mà các hoạt động kinh doanh lúc ấy vẫn còn hết sức lạc hậu? Từ đó Weber đưa ra nhận định, "ở đây mà nói đến sự phản ánh các điều kiện vật chất lên trên thượng tầng kiến trúc tư tưởng là điều hoàn toàn vô nghĩa. Weber cho rằng chính bối cảnh tư tưởng giáo thuyết Calvin "đã dẫn tới chỗ coi loại hoạt động xem ra chỉ nhằm tới lợi nhuận này như là một thiên chức mà đối với nó, cá nhân cảm thấy mình có bổn phận luân lý", "đã tạo ra nền tảng và sự biện hộ về đạo đức cho lối ứng xử kiểu mới của nhà kinh doanh, và chính nhờ đó mà nó góp phần tạo ra những động lực tinh thần và những lối ứng xử thích hợp và cần thiết cho tiến trình phát triển chủ nghĩa tư bản.
Về ảnh hưởng của tinh thần này, như Durkheim nhận xét, doanh nhân thực hiện công việc của mình với sự nghiêm túc, xem đó là trọng tâm của cuộc sống, một cách thể hiện nhân phẩm, và không có gì xấu xa, bất chính trong đó. Cung cách tìm kiếm lợi tức như thế là khác xa với lòng hám lợi thấp hèn. Hơn nữa, họ kiếm tiền không phải để tiêu xài cho cuộc sống xa hoa, hoặc để thỏa mãn tham dục xác thịt, nhưng để tiết kiệm và tái đầu tư. Do đó, không thể đánh đồng nếp sống tiết kiệm này với tính keo kiệt, vì nguồn tài chính tích lũy sẽ được dùng cho việc đầu tư vào các doanh nghiệp thích hợp. Như vậy, trong tinh thần chủ nghĩa tư bản có mối dây ràng buộc chặt chẽ giữa sự sở hữu tiền bạc với nghĩa vụ đạo đức.
Nhà xã hội học người Mỹ Robert Nisbert cho rằng Weber không tìm cách giải thích chủ nghĩa tư bản xét một cách tổng thể bằng giáo thuyết Calvin, mà thực ra ông chỉ tìm hiểu cái "tâm thế" của nền đạo đức Calvin vốn cho rằng lao động, của cải và lợi nhuận không những được chấp nhận và đề cao, mà thậm chí còn trở thành sức mạnh thúc bách về mặt đạo đức và thống trị về mặt luân lý - điều mà ông cho là có một sự "tương hợp chọn lọc" với tinh thần chủ nghĩa tư bản, hay với những yêu cầu về mặt phẩm chất và tính cách của doanh nhân tư bản chủ nghĩa. Khái niệm "quan hệ tương hợp chọn lọc" là một khái niệm độc đáo mà Weber sử dụng khi ông nhận định về mối quan hệ tương tác giữa nền đạo đức Kháng Cách với tinh thần chủ nghĩa tư bản.

## Phê phán
Những người chỉ trích viện dẫn hiện tượng Nhật Bản với nền kinh tế phát triển trong khi cộng đồng Kháng Cách ở quốc gia này chỉ là một thiểu số nhỏ và không có ảnh hưởng gì đáng kể. Nước này áp dụng mô hình hiện đại hóa của các quốc gia chịu ảnh hưởng văn hóa Kháng Cách như Hoa Kỳ, Anh Quốc và Đức. Như thế, họ ứng dụng nền đạo đức Kháng Cách được thế tục hóa mà không cần quan tâm đến niềm tin đã giúp hình thành nó. Tương tự, chủ nghĩa tư bản được áp dụng thành công tại những quốc gia có cộng đồng thiểu số Công giáo đông đảo như Hoa Kỳ, Úc, Anh và Tân Tây Lan, nhưng yếu tố này đã không được đề cập đến để phân tích mà bị xem chung như là một phần trong văn hóa Kháng Cách, do đó tác giả đã không chịu xem xét đến ảnh hưởng Công giáo trên sự phát triển của nền kinh tế tư bản chủ nghĩa tại các quốc gia này.
Sự phát triển kinh tế tư bản chủ nghĩa tại những vùng đông dân cư Công giáo như miền bắc nước Ý và tây nam nước Đức diễn ra trước và trong thời kỳ Cải cách Kháng Cách cũng được xem là những dẫn chứng chống lại luận điểm Weber, những người phản bác tin rằng các yếu tố địa lý và chính trị đóng vai trò chủ đạo trong tiến trình phát triển chủ nghĩa tư bản, chứ không phải là nền đạo đức Kháng Cách.